# Všivec bahenní
Všivec bahenní (Pedicularis palustris) je poloparazitická rostlina která se kořeny napojuje na parazitovanou rostlinu, druh z velmi širokého rodu všivec. Přestože je v České republice původním druhem, je ohrožen vyhynutím.

## Rozšíření
Druh vyrůstá od Španělska přes celou Evropu, Balkán, jižní evropské Rusko a Kavkaz až do Číny a Mongolska, objevuje se i na východě Severní Ameriky.
Roste na místech bohatých na živiny která mají alespoň na začátku vegetační sezony, když již ne celoročně, vysokou hladinu spodní vody. Typickým příkladem jsou mírně vlhké a nevápněné plochy, slatinné nebo rašelinné louky a bažinné břehy rybníků. Vyžaduje místa která jsou nepravidelně kosena nebo spásána. Vyskytuje se od planárního po montánní stupeň.

## Populační strategie
Všivec bahenní je monokarpická rostlina která po vytvoření semen uhyne. Druh se dělí na dvě skupiny které mají rozdílnou populační strategii. V prvé skupině jsou rostliny chovající se jako ozimé a ve druhé jako dvouleté. Semena prvé skupiny klíčí po vysemenění na konci léta a rostliny příští rok vykvetou. Semena druhé skupiny jsou dormantní, prvou zimu přežijí v půdě a vyklíčí až další rok na jaře, nové rostliny na podzim vytvoří přezimující pupeny a vykvetou v létě následujícího roku. Existence těchto dvou skupin je výhodnou strategií druhu při nepříznivých podmínkách pro klíčení semen. Někdy nestačí rostlina všivce bahenního za dva roky nasbírat dostatek živin a vykvete o rok neb dva později.
Bylina vyrůstá z málo větveného kuželovitého kořene. Tento nespecifický kořenový poloparazit využívá kořenového systému mnoha jiných vytrvalých rostlin od kterých pomoci zeleného haustoria získává vodu a minerály. Pro prvotní vývoj semenáčku není hostitelská rostlina potřebná, je však nutná pro další růst, kvetení i tvorbu semen.

## Popis
Všivec bahenní má lodyhu přímou, v průřezu oblou, mírně žebernatou a dutou která v závislosti na přírodních podmínkách dorůstá do výše 20 až 60 cm. Lodyha se od báze bohatě větví do šikmo vzhůru směřujících větví, ve spodní části je lysá a v horní nestejnoměrně slabě chlupatá. Lodyha je hustě porostlá slabě červenými, obvykle střídavými a vzácně protistojnými, 2 až 6 cm dlouhými listy které jsou v obryse trojúhelníkovité, vejčitě až čárkovitě kopinaté. Listy mají krátké, rozšířené a dlouze chlupaté řapíky, jsou peřenosečné nebo peřenodílné s podlouhlými nebo elipsovitými úkrojky a hlavní žilku mají řídce chlupatou. V horní části lodyhy i větví vyrůstají, z paždí listenů podobných listům, pyskaté květy. Květy mají šikmo až vodorovně odstávající stopky a vytvářejí 10 až 20 cm dlouhý řídký hrozen.

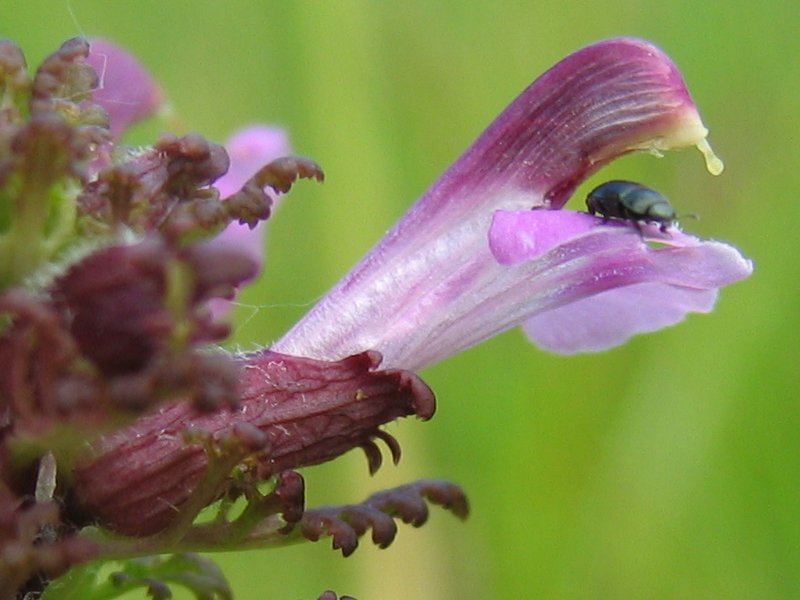
Pyskatý květ

Hluboce dvoupyský, načervenalý, vejčitý kalich, dlouhý 9 až 12 mm, je do třetiny dělený, při kvetení je nafouklý, mnohohranný, slabě žilnatý a jeho ohnuté cípy jsou po okraji kadeřavě zoubkované. Červenofialová nebo řídce bílá koruna, dlouhá 15 až 23 mm, má přímou korunní trubkou která z kalichu silně vystupuje. Horní pysk je přilbovitý, pozvolna šikmo skloněný a se zoubky na spodním okraji, stejně dlouhý trojlaločný dolní pysk s okrouhlými cípy má prostřední menší než oba postranní. Čtyři tyčinky jsou přirostlé v bázi koruny, nitky dvou delších jsou hustě chlupaté a prašníky jsou až 3 mm velké. Vejčitý semeník dlouhý 3 mm je holý a postupně se úží do čnělky. Květy kvetoucí v květnu a červnu jsou opylovány hmyzem, nejčastěji čmeláky. Prvá semena zrají již v červenci. Ploidie druhu je 2n = 16.
Plod je šikmo vejčitá kožovitá tobolka, dlouhá 10 až 15 mm, která bývá pokrytá vytrvalým kalichem. Má 1 mm dlouhý zobáček, puká od vrcholu a obsahuje asi 10 tmavě hnědých semen která jsou úzce vejčitá a trochu stlačená, dlouhá 2,5 mm a mají síťkované osemení. Semena jsou roznášena větrem nebo vodou, dokážou plavat i více než dva měsíce, jejich nejdelší životnost je asi pět let.

## Taxonomie
Mimo nominátní poddruh zde popsaný, všivec bahenní pravý (Pedicularis palustris L. subsp. palustris), byl nedávno v české přírodě zjištěn ojediněle se vyskytující severský poddruh všivec bahenní pozdní (Pedicularis palustris L. subsp. opsiantha) (Ekman) Almq.

## Ohrožení
Je to druh konkurenčně velmi slabý a nesnáší změny vodního režimu. V nedávné minulosti rostl v České republice roztroušeně zejména ve středních polohách, v současnosti se jedná o vzácný, rychle mizející druh. Všivec bahenní je podle „vyhláška MŽP ČR č. 395/1992 Sb. ve znění vyhl. č. 175/2006 Sb.“ zařazen mezi druhy silně ohrožené (§2) a podle „Červeného seznamu cévnatých rostlin České republiky z roku 2012“ zařazen mezi druhy kriticky ohrožené (C1t).